# Graciela Morales F. de Echeverria
Graciela Morales F. de Echeverria war eine Diplomatin Costa Ricas bei den Vereinten Nationen in der Mitte des 20. Jahrhunderts.

## Bedeutung
Graciela Morales F. de Echeverria war Abteilungsleiterin in Costa Ricas Sozialbehörde und wurde 1947 als Vertreterin ihres Landes Gründungsmitglied in der UN-Frauenrechtskommission, die einen wesentlichen Beitrag zur Formulierung der UN-Menschenrechtscharta leistete.

## Weiterführende Literatur
- Devaki Jain: Women, development, and the UN: a sixty-year quest for equality and justice, Indiana University Press., Bloomington, 2005
- Morsink, Johannes: Women's Rights in the Universal Declaration. Human Rights Quarterly. 13 (2): 249, 1991
- Gaer, Felice: Women, international law and international institutions: The case of the United Nations, Women's Studies International Forum. 32 (1): 61, 2009
- Pietilä, Hilkka: The unfinished story of women and the United Nations, United Nations Non-governmental Liaison Service, New York, 2007